# NGC 490
NGC 490 је спирална галаксија у сазвежђу Рибе која се налази на NGC листи објеката дубоког неба.
Деклинација објекта је + 5° 22' 4" а ректасцензија 1h 22m 2,8s. Привидна величина (магнитуда) објекта NGC 490 износи 14,4 а фотографска магнитуда 15,2. NGC 490 је још познат и под ознакама MCG 1-4-35, CGCG 411-35, NPM1G +05.0055, PGC 4973.